# 李厝祠
李厝祠，又称黄埔军校潮州分校旧址，位于中国广东省潮州市市区，为潮州市的一个市、县级文物保护单位，类型为近现代重要史迹及代表性建筑，公布时间为1987年12月。

## 沿革
李厝祠位于潮州市区中山路中段，座北朝南，面宽三间，纵深二进，为斗拱抬梁式木结构。1925年11月，国民革命军第二次东征抵达潮州后，在周恩来倡议下，于12月创办了中国国民党陆军军官学校潮州分校。1926年5月1日，因黄埔校本部改名而改称国民革命军中央军事政治学校潮州分校，也是黄埔军校最早创办的一所分校，军校校长蒋介石兼任分校校长，何应钦任党代表，周恩来任政治部主任，校址设在李曆祠。分校自1925年12月18日创办，至1926年12月18日结束，共办二期（第一批335人、第二批380人）。除招收参加东征的黄埔军校学员（称“学员生”）外还在惠潮梅、海陆丰各地中学生中招收“入伍生”。学员毕业后均分配到国民革命军各部充当下级军官。
李厝祠于1987年被列为潮州市级文物保护单位。